# ザ・ロードオブキング
『ザ・ロードオブキング』は、1989年11月にジャレコが発売した業務用ビデオゲーム。魔物に支配された世界を解放するため、斧を片手に若者が戦う横スクロールアクションゲームである。
ジャレコのシステム基板「メガシステム1」の第9弾である。日本国外では『The Astyanax』のタイトルで発売された。
同年12月21日にはファミリーコンピュータに移植されている。大型のカートリッジを採用しており、ファミリーコンピュータ版も大型のキャラクターを動かしたり、シネマディスプレイと呼ばれるイベント映像が展開される。なお、アーケード版とはステージ構成やストーリーが大きく異なっている。

## ゲーム内容（アーケード版）
自機は左右の移動としゃがみ(ジャンプボタン押しで段差を降りることも可能)、斧（ファイヤーアックス）による攻撃、ジャンプ、魔法の攻撃を行える。ライフ制（4つ、攻撃によっては2ダメージ以上受ける）と残機制の併用型で、一定点数でエクステンド。制限時間が設けられており、それを過ぎると強制的にミス扱い。また、スクロールしないでいると永久パターン防止キャラが現れる。全6面で1周エンド。2人同時プレイが可能。
斧による振り下ろし攻撃は範囲が広く、正面の攻撃と同時に後方、上も攻撃可能。しゃがみ状態では足元を攻撃する。
攻撃しないでいるとパワーゲージが上昇し、それに応じて攻撃力が上がる（攻撃するとパワーゲージも初期化される）。最大までパワーを上げると斧が火を纏い、攻撃範囲も向上する。
斧による攻撃で敵の飛び道具を撃ち落とすことも可能。ジャンプしながら攻撃することで、移動しながら攻撃が可能。
魔法攻撃は魔法アイテムを一つでも取得すると1回使用できる。連続してアイテムを取得すると4段階まで強化される。

### アイテム（アーケード版）
ステージ中で地中から現れる石柱を破壊すると出現。
- 赤い玉 -ライフ回復。1つ回復する小さいものと、2つ回復する大きいものがある。
- クリスタル -得点アイテム。3000点と1000点の2つがある。
- 魔法アイテム -取得すると魔法が使用可能。
- 盾 - 取得すると攻撃していない時に盾を構えるようになり、被弾をノックバックで防ぐ。数回攻撃を受け止めると破壊される。

## ゲーム内容（ファミコン版）
パッケージはアーケード版と同じものを採用。

### システム（ファミコン版）
アーケード版と大体同じだが、魔法が選択・ゲージ制（スペル）になったり武器を変更することができるようになっている。いずれも最大20ゲージ。
全11面でラウンド1を除く前半と後半に分かれたラウンドが存在し、最終ボスの「魔王マクマホン」を倒すのが目的。各ラウンドに出現する中ボスが待ち構えており、倒すと前半ラウンドはクリアとなり、後半ラウンドでは大ボスが登場する。大ボスを倒すとラウンドクリア。残機制とライフ制を併用しており、体力が0になるか穴に落ちると残機が1つ減り、残機がなくなるとゲームオーバー。スタートボタンを押すとコンティニューできる（何回でも可能）。ステージをクリアするとライフとスペルが全回復する。武器を使用した攻撃以外にも、特殊攻撃となる魔法が可能となっており、スペルと言う形で複数存在する。MP制となっており、使用するスペルに応じて消費量が変化。スペルを回復する方法は特定のアイテム1種類のみ。

### 武器 （ファミコン版）
チェンジ・バッシュを取ることで武器が1段階あがる。但し、ミスすると武器が1段階下がる。パワーゲージを採用しており、攻撃しないでいるとゲージが増加し威力が上がる。攻撃のたびにゲージを全消費する。アイテムによりパワーゲージの最大量や、攻撃速度の強化が可能。
黄金の斧（ブロード・バッシュ）
初期装備。武器攻撃力、スペル消費量ともに中間。
スピア（スピア・バッシュ）
武器攻撃力は低いが、武器の中でスペルの消費量が小さくなる。
剣（ソード・バッシュ）
武器攻撃力が1番高く、パワーサプライとウイングの恩恵が大きい。一方でスペルの消費量が大きくなる。

### 魔法（ファミコン版）
ポーズ画面で切り替えることが可能。それぞれ使用するスペル量が異なる。
ブラスト
火炎を一定距離まで8方向に飛ばして攻撃する。
ライトニング
画面上の敵を全体攻撃。スペルの燃費が1番大きい。
ホールドレッグ
一定時間内に敵の動きを止める。この間、敵からのダメージは無効になる。

### アイテム（ファミコン版）
各ステージにある黄金の像を2回攻撃することでアイテムが出現する。
パワーサプライ
武器ゲージの最大値が上昇。ステージによっては上限値が決められている。
チェンジ・バッシュ（斧）
装備している武器が1段階あがる（斧、スピア、剣の順）。
ポーション（青）
ライフ全回復。
ポーション（赤）
ライフが少量だけ回復。
ウイング
武器を振る速度が上がる。
1UP
残機数が1つ増える。
キューティ
スペルゲージが少ないときに出現。スペル回復か武器の変更が行える。
ステージクリアを除くスペルゲージの回復はここでしか行えない。

### ストーリー（ファミコン版）
ある日、夢の中で姫君の声を聞いた少年がいた。彼の名はローシュ、ハイスクールの1年生。
翌日、通学路を歩いていたローシュはあの声が響き渡ったその時、眩い閃光がローシュを襲った！気を失っていたローシュは目を覚ますと、その傍らにキューティと名乗る妖精がいた。キューティが語るには、今いる異世界はレムリアと呼ばれており、キューティは彼女が従うトンプソン姫の声に反応したローシュをこの世界に召喚したという。ローシュ自身を元の世界に戻すにはトンプソン姫の力が必要であり、魔王マクマホンによってトンプソン姫が囚れており、魔王の手によりレムリアが支配されている事を知ったローシュは魔法の黄金の斧を手に取り、魔物達に立ち向かう。果たして、魔王マクマホンを倒し、レムリアとトンプソン姫を救う事が出来るのだろうか。

### ステージ構成（ファミコン版）
舞台別のラウンドが6。ラウンドを含めたステージ数は11となっている。
ROUND1-1　REMLIA
最初のラウンドで物語の舞台。
ROUND2-1　REDROAD
森のラウンド。
ROUND2-2　INAZUMI
上へ登っていく縦スクロール。
ROUND3-1　RYOGOKU
城跡のラウンド。
ROUND3-2　RENT
下に降りて行く縦スクロール。
ROUND4-1　MARSHY
不気味な毒沼のラウンド。
ROUND4-2　GRAVE
洞窟内の墓場のラウンド。
ROUND5-1　TELUGAMN
テレネア城に繋がる大橋。
ROUND5-2　CLIFF
ROUND2-2以来の縦スクロール。大ボスは不在。
ROUND6-1　THELENEA
魔王マクマホンが存在する本城。次の部屋に入るには十字キーの上を押しっぱなしにしなければならない。
ROUND6-2　TOWER
最終ステージ。今までに登場した中ボスが5体登場する。最上階にはマクマホンとの対決が待っている。

### 登場人物（ファミコン版）
ローシュ
本作の主人公。現実世界で夜な夜なトンプソンが出てくる夢を見ており、あくる日突然選ばれし戦士としてレムリアに召喚される。キューティに事のあらましを説明され、トンプソン救出しか帰る手段がないことからやけくそ気味に闘う道を進む。現実世界では普通の少年だが、異世界人であるため強い力を発揮できる。
事情が事情とはいえ、自身を気にかけてくれるキューティに心を寄せて行く。
キューティ
トンプソン姫に使える妖精。トンプソン姫救出のため、自らが異世界に呼び寄せたローシュに対し、姫救出の旅に同行するとともに道中のサポートを行う。事情が事情とはいえ、無理にローシュを異世界に来させてしまっているのを気に掛けている。
トンプソン
レムリア王国の王女。マクマホンによって幽閉される。ローシュを現実世界に帰せる手段を持っている。
魔王マクマホン
テレネアの城主。トンプソンの力を吸収し世界破壊を狙う。
メイジリッチ
マクマホンの側近。終盤でビッグメイジリッチとしてローシュに迎え撃つが、抜け目ない算段も仕掛ける。

## 移植版
| No. | タイトル                          | 発売日                          | 対応機種                      | 開発元   | 発売元     | メディア                              | 備考                                          |
| --- | --------------------------------- | ------------------------------- | ----------------------------- | -------- | ---------- | ------------------------------------- | --------------------------------------------- |
| 1   | ザ・ロードオブキング The Astyanax | 1989年12月21日 1990年3月 1990年 | ファミリーコンピュータ        | エイコム | ジャレコ   | 2メガビットロムカセット               | -                                             |
| 2   | ザ・ロードオブキング              | 2021年5月6日                    | PlayStation 4 Nintendo Switch | ジャレコ | ハムスター | ダウンロード (アーケードアーカイブス) | アーケード版の移植 海外版(THE ASTYANAX)も収録 |

この他、2018年にJNNEXから発売されたレトロビット『ジェネレーション』4にアーケード版が収録されている。

## スタッフ
アーケード版
- プロデュース、ディレクター：竹森得泰
- ゲーム・デザイナー：竹森得泰、NENKO（西村年幸）
- グラフィック・デザイナー：NENKO（西村年幸）、NS NAOCHAN、KAN-CHAN、すごうともこ
- プログラム：きんじょうさとる
- 音楽：横山清
- スペシャル・サンクス：T.HAYASHI、Mr.HERAI、Mr.KOORIYAMA

ファミリーコンピュータ版
- 企画、デモコンテ：川野一博
- グラフィック・アーティスト：加藤友子、小宮山慶太
- スクリーン・アニメーション：加藤友子、川野一博
- 音楽：せりーぬ田崎（田崎寿子）
- プログラム：ぼっ、ぼくなんだなあー
- サウンド・ドライバー：澤和雄

## 評価
ファミリーコンピュータ版
ゲーム誌『ファミコン通信』の「クロスレビュー」では合計17点（満40点）、『ファミリーコンピュータMagazine』の読者投票による「ゲーム通信簿」での評価は以下の通りとなっており、16.95（満30点）となっている。
| 項目 | キャラクタ | 音楽 | 操作性 | 熱中度 | お買得度 | オリジナリティ | 総合  |
| 得点 | 3.02       | 2.88 | 2.77   | 2.83   | 2.75     | 2.70           | 16.95 |